# Costermano sul Garda
Costermano sul Garda innan den 24 december 2016 Costermano är en comune i provinsen Verona i den italienska regionen Veneto. Kommunen hade 3 793 invånare (2018). Sankt Antonius är stadens skyddspatron.
På den tyska soldatkyrkogården i Costermano är bland andra Christian Wirth, Franz Reichleitner och Gottfried Schwarz begravda.